# Vittore di Fausania
Vittore di Fausiana (VI secolo – 601) è stato il primo vescovo storico della diocesi gallurese (599-601). È venerato come santo dalla Chiesa cattolica.

## Biografia
La località "Phausiana" o "Fausania", è legata alla storia di Olbia, distrutta dai Vandali verso il 455. In quella distruzione perirono gran parte dei cittadini; gli scampati si stabilirono nelle campagne vicine, nei pressi del fiume Pasana, dal quale si ritiene abbia preso il nome quella località, detta appunto Fausiana , Fausania o anche Phausania.
Che quella gente scampata avesse avuto prima vescovi nella città distrutta è certo perché papa Gregorio I (san Gregorio Magno) in una sua lettera del giugno del 594 parla di «...una consuetudine di ordinarvi un vescovo, ma questa consuetudine è cessata da lunghissimo tempo per le difficoltà dei tempi.» La difficoltà accennata nella lettera si riferisce senz'altro allo sfollamento dovuto alla distruzione della città, e al nuovo insediamento formato nella località di Fausiana. 
A tale proposito il Papa esorta Gianuario, arcivescovo di Cagliari, a provvedere ad ordinare un nuovo pastore per quella chiesa. Viene eletto, appunto, Vittore, che si interessò vivamente alla conversione dei pagani e difese i membri della sua comunità dalle ingiustizie che venivano commesse dai governatori bizantini. In una lettera dell'ottobre del 600, inviata dal Papa al preside della Sardegna, Spesindeo, si legge: «Poiché molti barbari e provinciali della Sardegna si affrettano ad abbracciare la fede cristiana con grande devozione, la vostra magnificenza si applichi con zelo in questa causa e concorra con impegno, insieme col nostro fratello e coepiscopo Vittore, nel convertire e battezzare quella gente». (Ep. XI, 12).

In un'altra lettera dello stesso mese, il Papa esorta il prefetto d'Africa, Innocenzo ad estirpare le ingiustizie: 
(Ep. XI, 7)
Vittore dunque appare ai devoti come un pastore zelante per il bene del suo popolo, ma anche padre premuroso, che corrispose pienamente alle aspettative del Papa, e lasciò un segno presso i fedeli. Al Santo è dedicata una chiesa campestre, nei pressi di Olbia, l'unica della zona ad aver conservato pressoché intatta la tipologia originaria del XVII secolo. Si trova, infatti, a pochi chilometri dalla città: risale all'epoca giudicale, ma fu completamente restaurata nel '600 e nell' '800.
La festa di santu Ittàru (in gallurese), celebrata la domenica precedente il 15 maggio (san Simplicio) è assai pittoresca e frequentata. 
La chiesina era il centro di una curtes, piccolo paese agricolo con altri edifici. Nell'interno si ammirano due statue del santo vescovo, una delle quali piuttosto antica. Nella basilica di San Simplicio, a Olbia, si può ancora vedere un affresco con i ritratti di Simplicio e Vittore, primi tradizionali titolari della diocesi di Fausania.